# Bisagno (río)
El Bisagno, de unos 30 km de longitud, es, junto al río Polcevera, el mayor curso de agua de Génova. Cruza en sentido longitudinal la provincia de Génova, en la región de Liguria, dando nombre al valle en el que se asienta. La conformación orográfica relativa al valle del Bisagno define la ordenación territorial de tres municipios: Génova, Bargagli y Davagna. Entre sus afluentes están el Lentro, el Canate, el río Geirato y el río Molassana. 
En la época prerromana había cauce aproximadamente cuatro veces más amplio y profundo respecto al actual, a lo largo del cual -con el puerto a unos 5 kilómetros hacia el interior desde la costa- se desarrolló el núcleo originario de Génova, llamado Σταλìα (Stalia). Este coincide con la actual localidad de Staglieno.
A menudo está seco, pero es capaz de provocar desastrosos fenómenos aluviales en caso de llenarse (como ocurrió el 7 de octubre de 1970 y aún en varias ocasiones durante los años noventa), el Bisagno nace en el paso del Scofféra, a una altitud de 850 m s. n. m. Desemboca en el golfo de Génova, en el barrio de San Pietro alla Foce de la capital.